# Commeny
Commeny – miejscowość i gmina we Francji, w regionie Île-de-France, w departamencie Dolina Oise.
Według danych na rok 1990 gminę zamieszkiwały 352 osoby, a gęstość zaludnienia wynosiła 75 osób/km² (wśród 1287 gmin regionu Île-de-France Commeny plasuje się na 893. miejscu pod względem liczby ludności, natomiast pod względem powierzchni na miejscu 701.).